# Phacus circumflexus
Phacus circumflexus is een soort in de taxonomische indeling van de Euglenozoa. Deze micro-organismen zijn eencellig en meestal rond de 15-40 mm groot. Het organisme komt uit het geslacht Phacus en behoort tot de familie Phacaceae. Phacus circumflexus werd in 1941 ontdekt door Pochmann.